# Jungpasir
Jungpasir is een bestuurslaag in het regentschap Demak van de provincie Midden-Java, Indonesië. Jungpasir telt 3427 inwoners (volkstelling 2010).